# Fortalesa de Sant Carles

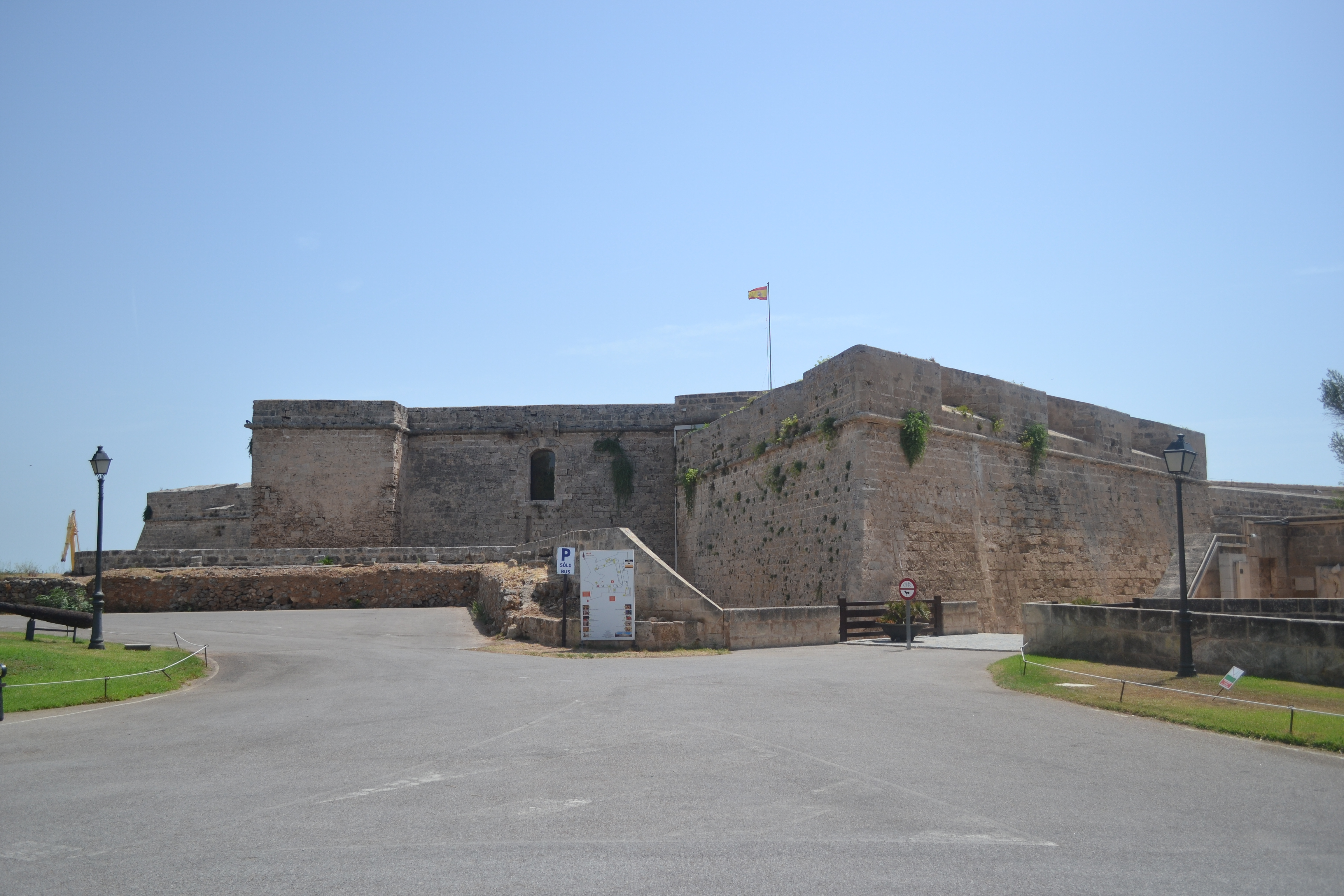
Eingang der Festung

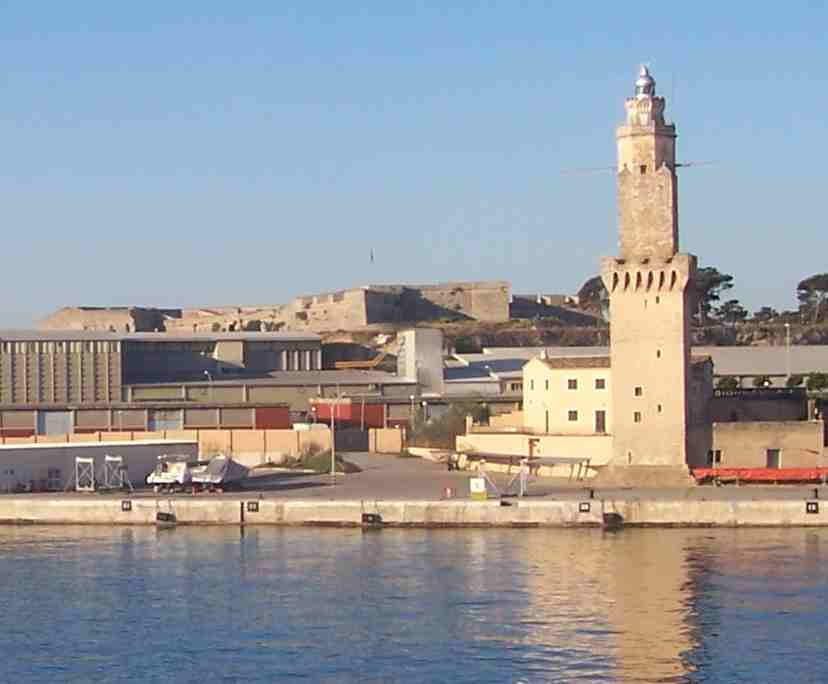
Im Vordergrund Torre de Senyals, im Hintergrund links: Fortalesa de Sant Carles

Fortalesa de Sant Carles ist eine historische Festung in der Hauptstadt Palma auf der Baleareninsel Mallorca. Sie liegt an der westlichen Seite der Hafenanlage von Palma an der Straße Carretera al Dic del l’Oest, rund 3 km südlich vom Castell de Bellver.

## Geschichte
Seit der Antike war die Bucht Cala de Portopí ein strategisch wichtiger Punkt, um den Hafen von Palma vor Piraten und Freibeutern zu schützen. Im 13. Jahrhundert wurde an der Stelle der späteren Festung ein Wehrturm Torre de Senyals de Portopí errichtet, der auch als Leuchtfeuer diente. Anfang 1600 begann die Planung der Burganlage an der westlichen Stadtmauergrenze von Palma auf Anordnung von König Felipe III.
Baubeginn war 1608, der erste Abschnitt wurde 1610 beendet. Der Erweiterungsbau wurde 1612 abgeschlossen, wobei der alte Wehrturm in die Festung mit einbezogen wurde und den östlichen Eckpunkt der Festung bildet. Die Burg trug zu diesem Zeitpunkt noch den Namen Castell de Portopí, erst später wurde der Name in Fortalesa de Sant Carles geändert. 1662–1663 wurde die Festung mit einer Befestigungsmauer eingefriedet und entspricht der heutigen rechteckigen Erscheinungsform. 1932 bis 1939 wurde die Anlage während des Aufstandes gegen die Republik zusammen mit Castell de Bellver als Gefängnis genutzt und beherbergte politische Gefangene.
1981 wurde die Festung in ein Museum der spanischen Armee umgebaut und eingerichtet. Die Ausstellungsstücke zeigen vor allem Kriegsmaterial des neunzehnten und zwanzigsten Jahrhunderts und ein Abschnitt des Museums wurde dem mallorquinischen General Valerià Weyler i Nicolau gewidmet.
Die Festung ist in gutem Zustand und nachts beleuchtet.